# 이란령 아제르바이잔

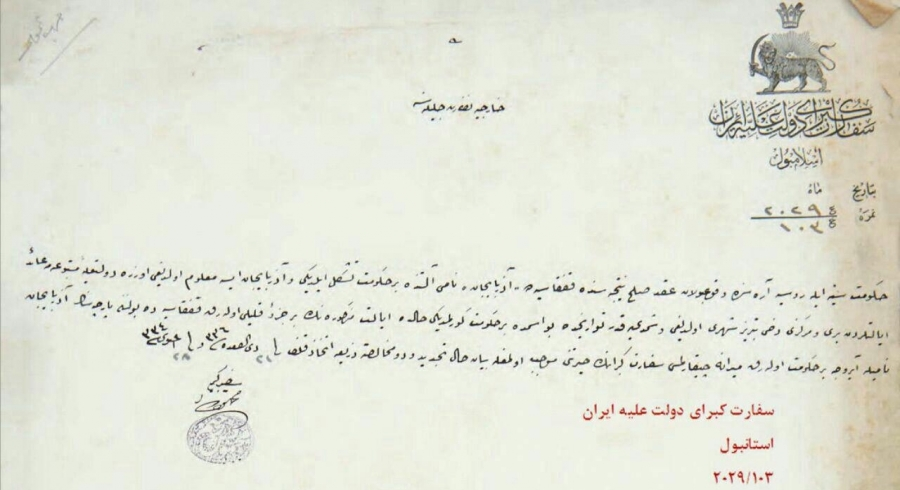
이란의 공식 항의 (오스만 제국에 보냄), 최근 생성 된 코카서스 주를 "아제르바이잔"(1918)으로 명명

이란령 아제르바이잔(페르시아어: آذربایجان ایران; Āzarbāyjāne Irān, 아제르바이잔어: گونئی آزربایجان, Günéy Azerbaycan)은 이란 서북부 지방을 가리키는 용어로, 면적은 88,785km2이다.
이 지역은 거의 대부분의 주민이 아제르바이잔인이고 아제르바이잔어와 페르시아어를 사용한다. 시아파 이슬람교를 믿는다. 이 외에도 아르메니아인, 유대인, 페르시아인, 러시아인, 조지아인도 약간 거주한다.
행정 구역상으로는 동아제르바이잔 주(3,325,540명, 1996년 기준), 서아제르바이잔 주(2,496,320명, 1996년 기준), 아르다빌 주(1,168,011명, 1996년 기준), 잔잔 주가 이 지방에 속한다.

## 같이 보기
- 아트로파테네
- 아제르바이잔 인민정부
- 이란
- 아제르바이잔
- 아제르바이잔어
- 쿠르드족
- 아르메니아인
- 아시리아인